# Nordic Math Class Competition
Nordic Math Class Competition är en matematiktävling för klasser i årskurs 8, där vinnarna från nationella deltävlingar i Finland, Sverige, Norge, Danmark och Island tävlar mot varandra.
Tävlingen startade 1997 i Norge under namnet KappAbel och konceptet spreds småningom till de övriga deltagarländerna. I Finland heter tävlingen Matikkacup – Mattecupen, förkortat MatCup och i Sverige heter den Sigma8.